# Tell Me (Melanie B)
Tell Me è il secondo singolo estratto dal primo album della cantante britannica Melanie B, Hot.
È stato pubblicato il 25 settembre 2000 dall'etichetta discografica Virgin e ha debuttato alla posizione numero quattro della classifica britannica, la sua miglior posizione in classifica.
La canzone è stata scritta a sei mani da Fred Jerkins III, LaShawn Daniels e Melanie Brown. La canzone contiene anche un riferimento all'ex marito della cantante, Jimmy Gulzar.

## Tracce e formati
- UK CD

1. "Tell Me" [Radio Edit] - 3:55
2. "Tell Me" [Soul Central Remix] - 4:20
3. "Tell Me" [Silk's House Workout 7" Remix] - 4:05
4. "Tell Me" [Music video]

- UK CD2

1. "Tell Me" [Album Version] - 4:33
2. "Tell Me" [Untouchables Remix] - 4:31
3. "Tell Me" [NDB Remix] - 5:42

## Classifiche
| Classifica        | Posizione |
| ----------------- | --------- |
| Regno Unito       | 4         |
| Belgio (Fiandre)  | 8         |
| Belgio (Vallonia) | 15        |
| Australia         | 43        |
| Paesi Bassi       | 44        |
| Italia            | 50        |
| Svizzera          | 66        |